# L'azteco
L'azteco (Aztec) è un romanzo storico pubblicato nel 1980 da Gary Jennings. Il libro è stato tradotto in Italiano nel 1981 (Rizzoli editore) e ha vinto il Premio Bancarella nel 1982.

## Trama
Il libro inizia con una lettera del Re di Spagna indirizzata al Vescovo del Messico, Juan de Zumárraga, in quanto desidera conoscere di più delle terre della nuova colonia. Viene così reclutato un anziano "indio" che per la sua conoscenza delle lingue, tra cui lo spagnolo, viene considerato idoneo allo scopo. Egli inizia così il racconto della sua vita e, parallelamente, di quella del popolo "Mexìca" dominante a quei tempi ed in quelle regioni per molti anni a venire fino alla conquista spagnola. Così Tliléctic-Mixtli (Nuvola Scura) inizia, alla presenza di quattro frati scrivani ed un interprete, la descrizione della vita come si svolgeva prima delle conquiste con usanze e costumi, battaglie e sacrifici umani nonché del romanzo che è la sua stessa vita costellata di eccezionali fortune e di altrettanto tremendi lutti. Egli infatti, nato figlio di un cavatore di arenaria nella nativa isola di Xaltócan, si affranca dalle sue umili origini, grazie anche all'interessamento dello Uey-Tlatoani (re) di Texcòco Nezahualpìli, che aveva lungimirantemente riconosciuto le sue doti, per divenire prima scrivano, poi soldato, commerciante girovago, e infine Cavaliere dell'Aquila (elevatissimo grado cui non si accedeva se non dopo una lunga e gloriosa carriera militare), e in ultimo alla posizione di nobile della nazione Mexìca, la quale, però, entro pochissimi anni, assieme agli altri territori confinanti che nel loro complesso venivano denominati "Cem-Anahuac" (L'Unico Mondo), sarebbe stata assoggettata dai Conquistadores spagnoli.
All'arrivo di Hernán Cortés, quando l'impero Azteco è al culmine della propria gloria, ne osserva il declino, sopravvive alla furia degli spagnoli e diventa l'ultimo testimone della gloria e della potenza del popolo Azteco. Al termine della sua "cronaca", il Vescovo del Messico che lo aveva convocato, irritato dalle ironiche considerazioni di Mixtli riguardo al Cristianesimo imposto con i roghi e le forche, decide appunto di farlo ardere sul rogo come eretico. Poco dopo arriva dalla Spagna l'ordine di Re Carlos di gratificarlo con una residenza ed una pensione adeguata in cambio dei servigi resi, amaro epilogo di un racconto e di un'esistenza spettacolari.

## Edizioni
- Gary Jennings, L'azteco, traduzione di Bruno Oddera, collana La Scala, Rizzoli, 1981 (successive ristampe nella collana "SuperBur",  pp. 1005), ISBN 88-17-11315-8.
- Gary Jennings, L'azteco, traduzione di Bruno Oddera, BUR Best BUR, Rizzoli, 30 novembre 2017,  p. 1007, ISBN 9788817097451.